# Todo mi instituto hundiéndose en el mar
Todo mi instituto hundiéndose en el mar (título original en inglés: My Entire High School Sinking into the Sea) es una película dramática de comedia adolescente animada estadounidense de 2016dirigida por Dash Shaw. Estrenada en cines el 14 de abril de 2017 en los Estados Unidos por GKIDS, fue seleccionada para ser proyectada en la sección Vanguard en el Festival Internacional de Cine de Toronto de 2016.

## Reparto
- Jason Schwartzman como Dash / Robotics Kid / Random Man / Random Woman
- Lena Dunham como Mary
- Reggie Watts como Assaf / Trolls / Male Newscaster / Senior Guard / Senior Dude
- Maya Rudolph como Verti
- Susan Sarandon como Lunch Lady Lorraine
- Thomas Jay Ryan como Principal Grimm
- Alex Karpovsky como Drake
- Louisa Krause como Gretchen
- John Cameron Mitchell como Brent Daniels
- Matthew Maher como Senior Kyle
- Margo Martindale como Mrs. Brinson
- Adam Lustick como Benji

## Estreno
La película tuvo su estreno mundial en el Festival Internacional de Cine de Toronto el 11 de septiembre de 2016. Salió a la pantalla en Fantastic Fest, Festival de Cine de Nueva York, AFI Fest.
En diciembre de 2016, GKIDS adquirió los derechos de distribución de la película en Estados Unidos. Fue lanzado el 14 de abril de 2017.

## Recepción

### Respuesta de la crítica
Todo mi instituto hundiéndose en el mar recibió críticas positivas y tiene un índice de aprobación del 85% en Rotten Tomatoes, con una calificación promedio de 6.76/10, basada en 71 revisiones. En el sitio web del agregador de reseñas Metacritic, la película recibió una puntuación de 72 sobre 100, según 19 críticos, lo que indica "críticas generalmente favorables".